# Gonatopodinae
Gonatopodinae (лат.) — крупнейшее подсемейство мелких паразитоидных ос из семейства Dryinidae.

## Описание
Эктопаразитоиды цикадовых насекомых. Мелкие осы со стройным телом и длинными тонкими ногами. Средние ноги без голенных шпор; формула шпор: 1, 0, 1 или 1, 0, 2. Передние лапки самок с клешней, имеющей рудиментарный коготок. Оцеллии имеются.

## Клаасификация
- Роды (17): Acrodontochelys — Adryinus Olmi, 1984 — Agonatopoides — Donisthorpina — Echthrodelphax R.C.L. Perkins, 1903 — Epigonatopus R.C.L. Perkins 1905 — Esagonatopus — Gonatopus — Gynochelys Brues 1906 — Haplogonatopus R.C.L. Perkins, 1905 — Neodryinus R.C.L. Perkins, 1905 — Paraneodryinus — Pentagonatopus Olmi 1984 — Plectrogonatopoides — Pseudogonatopus — Tetrodontochelys — Trichogonatopus Kieffer, 1909[2][3].

- Другие родовые таксоны, статус которых оспаривается (36): Agonatopus — Allogonatopus — Apterodryinus — Chalcogonatopus — Congodryinus — Cyrtogonatopoides — Cyrtogonatopus — Dicondylus — Digonatopus — Dolichochelys — Epigonatopoides — Eucamptonyx — Eugonatopus — Idologonatopus — Labeo — Labeola — Laberius — Leptodryinus — Madecagonatopus — Megagonatopus — Mercetia — Metagonatopus — Monogonatopus — Neogonatopoides — Neogonatopus — Nogatopus — Pachygonatopus — Phanerodryinus — Platygonatopus — Plectrogonatopus — Prodryinus — Psilodryinus — Pterogonatopus — Rhynchogonatopus — Trichogonatopus — Trigonatopus